# París-Tours 1972
La París-Tours 1972 fue la 66.ª edición de la clásica París-Tours. Se disputó el 1 de octubre de 1972 y el vencedor final fue el belga Noël Vantyghem del equipo Novy-Dubble Bubble.

## Clasificación general[2]
|    | Ciclista           | Equipo                           | Tiempo     |
| -- | ------------------ | -------------------------------- | ---------- |
| 1  | Noël Vantyghem     | Novy-Dubble Bubble               | 7h 10' 41" |
| 2  | Joseph Huysmans    | Molteni                          | m.t.       |
| 3  | Willy De Geest     | Van Cauter-Magniflex-De Gribaldy | m.t.       |
| 4  | Roger De Vlaeminck | Dreher                           | a 7"       |
| 5  | Cees Koeken        | Goudsmit-Hoff                    | a 1'47"    |
| 6  | Guido Reybrouck    | Salvarani                        | m.t.       |
| 7  | Cyrille Guimard    | Gan-Mercier-Hutchinson           | m.t.       |
| 8  | Rik Van Linden     | Van Cauter-Magniflex-De Gribaldy | m.t.       |
| 9  | Barry Hoban        | Gan-Mercier-Hutchinson           | m.t.       |
| 10 | Walter Planckaert  | Watney-Avia                      | m.t.       |